# Listă de religii OZN
Religiile OZN, de asemenea numite și "culte OZN" sau "culte ale farfuriilor zburătoare", sunt grupuri care se ocupă cu presupusa comunicare dintre oameni și ființe extraterestre. Formele de comunicare includ telepatia și proiecția astrală. Aceste grupuri, de cele mai multe ori, cred că umanitatea poate fi salvată doar după ce va fi educată de către extratereștri cu privire la modul cum poate fi îmbunătățită societatea. Credința privind fenomenul de răpire extraterestră poate duce la formarea unei religii OZN. "I AM" Activity, fondată în 1930 de către Guy Ballard, este văzută, în funcție de autor, ca fiind prima religie OZN, deși Societatea Aetherius fondată de George King a primit, de asemenea, această distincție. Oamenii de știință identifică incidentul OZN de la Roswell din 1947 ca fiind un eveniment cheie în istoria spirituală a OZN-urilor. Melodie Campbell și Stephen A. Kent descriu Poarta Raiului și Ordinul Templului Solar ca printre cele mai controversate grupuri de credință în OZN-uri. Scientologia este văzută de unii ca o religie OZN, ca urmare a cosmogoniei sale Xenu și a prezenței unei epopei spațiale în doctrina sa.

## Listă de religii
| Imagine                                                                           | Nume                                                              | Fondator                               | Fondată în                         |
| --------------------------------------------------------------------------------- | ----------------------------------------------------------------- | -------------------------------------- | ---------------------------------- |
|                                                                                   | Aetherius Society                                                 | George King                            | 1955                               |
|                                                                                   | Ashtar Galactic Command                                           | Thelma B. Terrill ("Tuella")           | 1977                               |
|                                                                                   | The Seekers (sau Brotherhood of the Seven Rays)                   | Dorothy Martin (aka Marian Keech)      | 1950s                              |
|                                                                                   | Chen Tao                                                          | Hon-ming Chen                          | 1995                               |
|                                                                                   | Cosmic Circle of Fellowship                                       | William A. Ferguson                    | 1955                               |
|                                                                                   | Fiat Lux                                                          | Uriella                                | 1980                               |
|                                                                                   | Ground Crew Project                                               |                                        |                                    |
|                                                                                   | Guardian Activation International                                 |                                        |                                    |
|                                                                                   | Heaven's Gate                                                     | Marshall Applewhite și Bonnie Nettles  | 1970s                              |
| Guy and Edna Ballard                                                              | "I AM" Activity                                                   | Guy Ballard                            | 1930s                              |
|                                                                                   | Industrial Church of the New World Comforter                      | Allen Michael                          | 1973                               |
|                                                                                   | Mark-Age                                                          | Charles Boyd Gentzel și Pauline Sharpe | 1962                               |
|                                                                                   | Ministry of Universal Wisdom                                      | George Van Tassel                      | 1953                               |
| Flag of the Nation of Islam                                                       | Nation of Islam                                                   | Wallace Fard Muhammad                  | 1930                               |
|                                                                                   | The New Message from God                                          | Marshall Vian Summers                  | 1992                               |
| Alphabet of Nuwaubianism                                                          | Nuwaubianism                                                      | Dwight York                            | Anii 1970                          |
|                                                                                   | Order of the Solar Temple                                         | Joseph Di Mambro and Luc Jouret        | 1984                               |
|                                                                                   | Outer Dimensional Forces (aka Armageddon Time Ark Base Operation) | Orville T. Nodrog                      | 1966                               |
|                                                                                   | Planetary Activation Organization                                 | Sheldan Nidle                          | 1997                               |
| A gathering of Raëlians in South Korea                                            | Raëlism                                                           | Claude Vorilhon                        | 1974                               |
|                                                                                   | Sanctuary of Thought                                              | Truman Bethurum                        | 1954                               |
| A Scientology Center on Hollywood Boulevard in Hollywood, Los Angeles, California | Scientology                                                       | L. Ron Hubbard                         | 1952                               |
|                                                                                   | Star Light Fellowship                                             |                                        |                                    |
| A map of Unarius centres worldwide                                                | Unarius                                                           | Ernest Norman și Ruth Norman           | 1954                               |
|                                                                                   | Universe People                                                   | Ivo A. Benda                           | 1997                               |
|                                                                                   | Urantia movement                                                  | Spiritual entities                     | 1924 la început și 1955 mai târziu |
|                                                                                   | Heide                                                             | Heide Fittkau Garthe                   | 1994                               |